# Frontiphantes fulgurenotatus
Frontiphantes fulgurenotatus är en spindelart som först beskrevs av Schenkel 1938.  Frontiphantes fulgurenotatus ingår i släktet Frontiphantes och familjen täckvävarspindlar.
Artens utbredningsområde är Madeira. Inga underarter finns listade i Catalogue of Life.